# 動物園站 (犬山市)
動物園站（日语：／ Dōbutsuen eki */?）是位於愛知縣犬山市大字犬山字官林，名古屋鐵道猴子公園單軌電車線的鐵道車站（廢站）。

## 歷史
- 1962年（昭和37年）3月21日：車站啟用。
- 2008年（平成20年）12月28日：猴子公園單軌電車線被廢除，此站也被廢除。
- 2009年（平成21年）3月19日：MRM100形（日语：名鉄MRM100形電車）單軌電車的MRM101-MRM201被存放至此站遺址靜態保存。

## 車站構造
此站是地面車站，此站設有1面1線的單式月台。車站位於日本猴子公園內。基本上出入閘時，除了支付車票外，還需要支付該公園的入場票。但是在閘口內也有一個鮮為人知檢票口，使只乘坐單軌鐵路的乘客也可使用此站。但是，從一般道路望向此站時會有一種秘境車站的模樣。另外，站內設有為團體客而設，直接前往月台的通道。
在站舍上方設有一間餐廳與咖啡廳「Jangria」。在檢票口外設有售票處，遊人從日本猴子公園離開乘坐單軌鐵路時可於該處購買車票。而從一般道路前往乘坐單軌鐵路的乘客可於檢票口內購買車票。此站沒有自動售票機。在此站終端處還有數十米的先留置線，以便停泊增結編成和維護車輛之用。

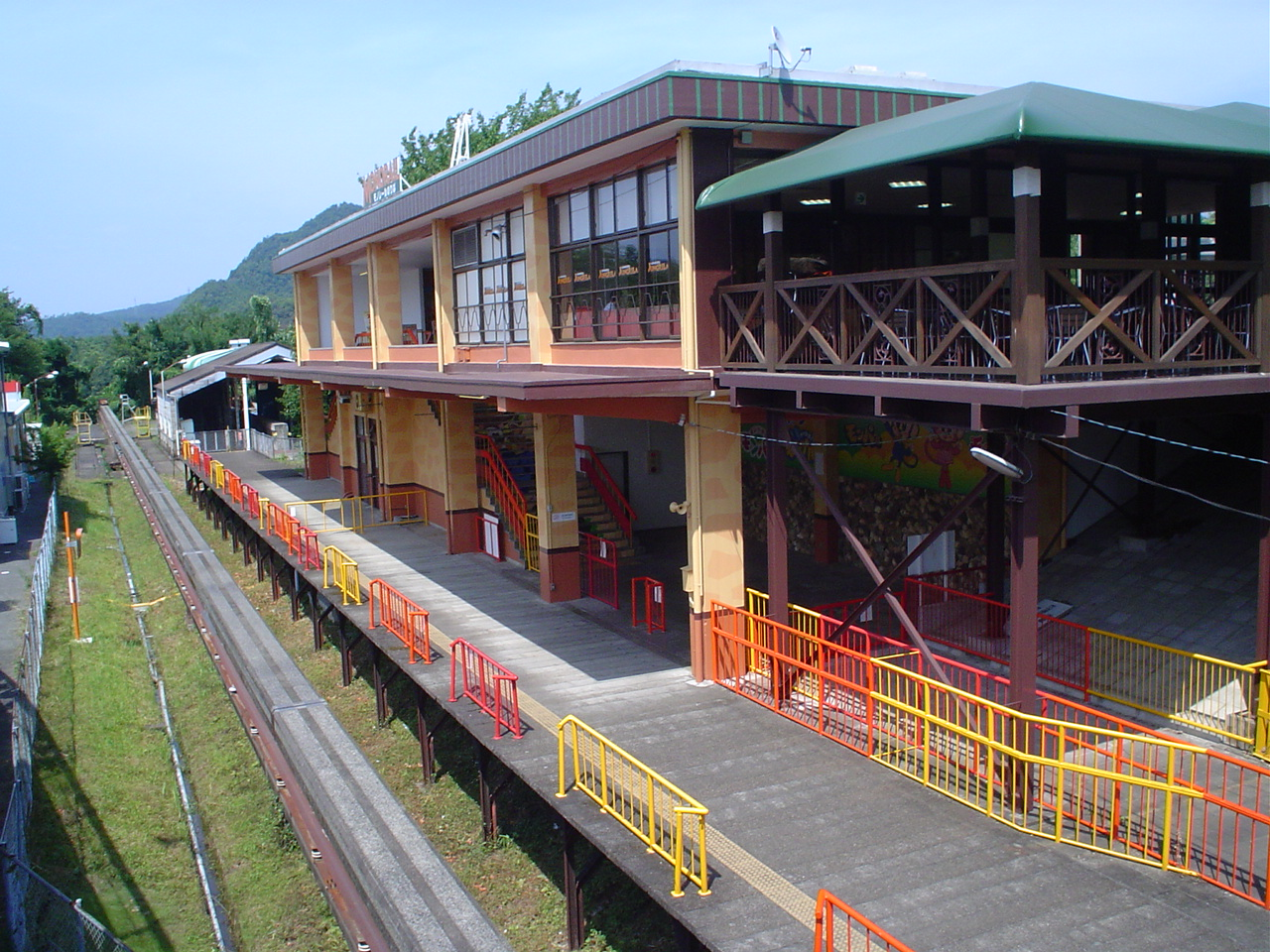
月台（2008年7月）
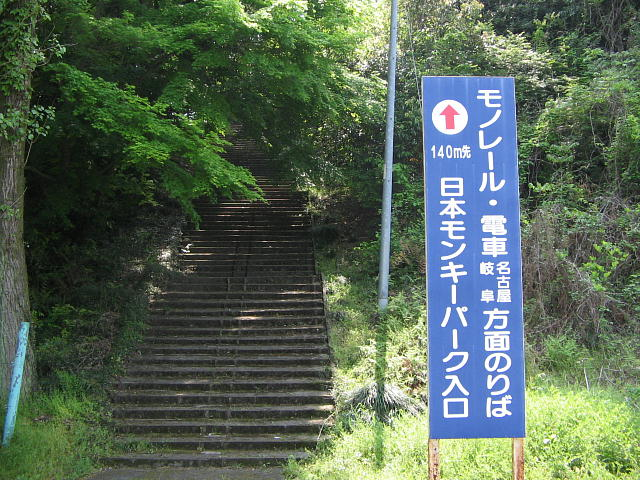
一般道路前往站舍的入口（2008年4月）

## 使用狀況
- 在中提及在1992年度，當時1日平均上下車人次為1,505人，為除岐阜市內線均一車費區間內各站（岐阜市內線、田神線、美濃町線徹明町站至琴塚站之間）外名鐵所有車站（342站）中排名第192，單軌鐵路線（3站）排名第2[1]。

## 現時狀況

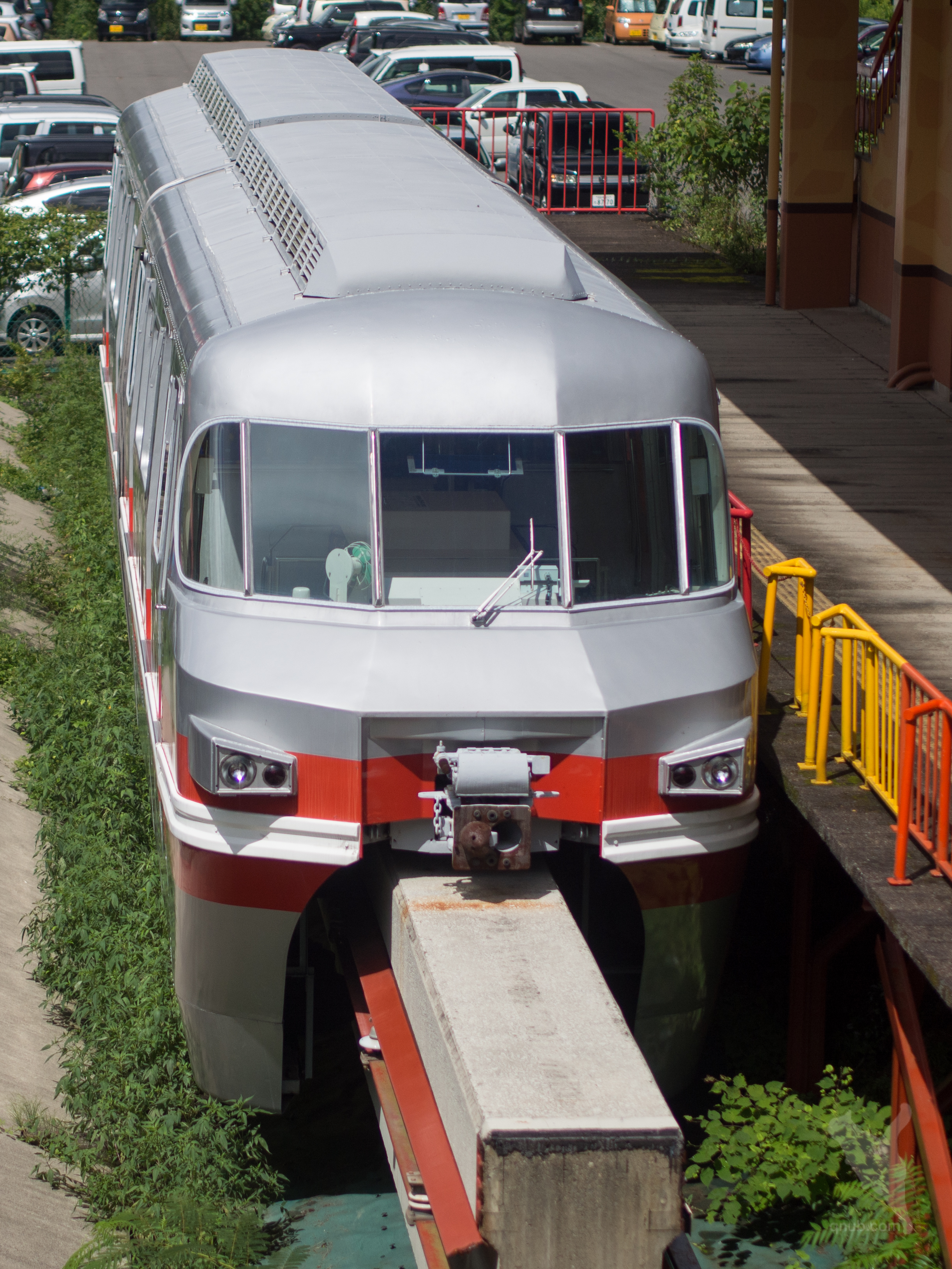
在動物園站遺址保存的MRM101-MRM201（2012年8月）

車站遺址放置了一列MRM100形單軌鐵路車輛MRM101-MRM201作靜態保存之用。
截至2021年（令和3年），站舍仍然存在。上述提及的餐廳與咖啡廳「Jangria」變為了日本猴子中心的餐廳「樂猿」。檢票口與候車處變為日本猴子中心的倉庫。
在2014年（平成26年）4月，日本猴子公園的遊樂場（日本猴子公園）和動物園（日本猴子中心）分離，並以此舊動物園站作為邊界，在遊樂場和動物園之間（舊動物園站南方）設置了聯絡閘口。舊站舍是位於靠近日本猴子中心一方，但是該處不能看見保存車輛，需要在日本猴子公園一方才能看見。

## 車站周邊
- 日本猴子公園（日语：日本モンキーパーク）
- 日本猴子中心（日语：日本モンキーセンター）

## 相鄰車站
名古屋鐵道
猴子公園單軌電車線
成田山－動物園

## 注腳
1. 1 2  名古屋鉄道広報宣伝部（編）. . 名古屋鉄道. 1994: 651–653 （日语）.